# Silence (The Ting Tings)
Silence è un brano dance del gruppo inglese dei Ting Tings, pubblicato su CD e per il download digitale il 27 febbraio 2012. Il singolo è stato inserito nel secondo album del gruppo Sounds from Nowheresville. Il singolo è il secondo del gruppo pubblicato per una etichetta internazionale.

## Il singolo
Il singolo Silence è stato ufficialmente pubblicato in anteprima, quando il video per il Bag Raiders remix del brano è stato caricato alla band sul canale YouTube il 21 novembre 2011.

## Il video
Il video prodotto per Silence è stato registrato a Manchester al Salford Lads Club nel luglio dell'anno 2011.

## Tracce
Original release (2012, Switchflicker)
1. Silcence - 3:47

## Classifiche
| Classifica (2012) | Massima posizione |
| ----------------- | ----------------- |
| Europa Top 200    | 145               |
| Regno Unito       | 10                |
| Irlanda           | 35                |
| Italia            | 40                |